# Кварцевые часы

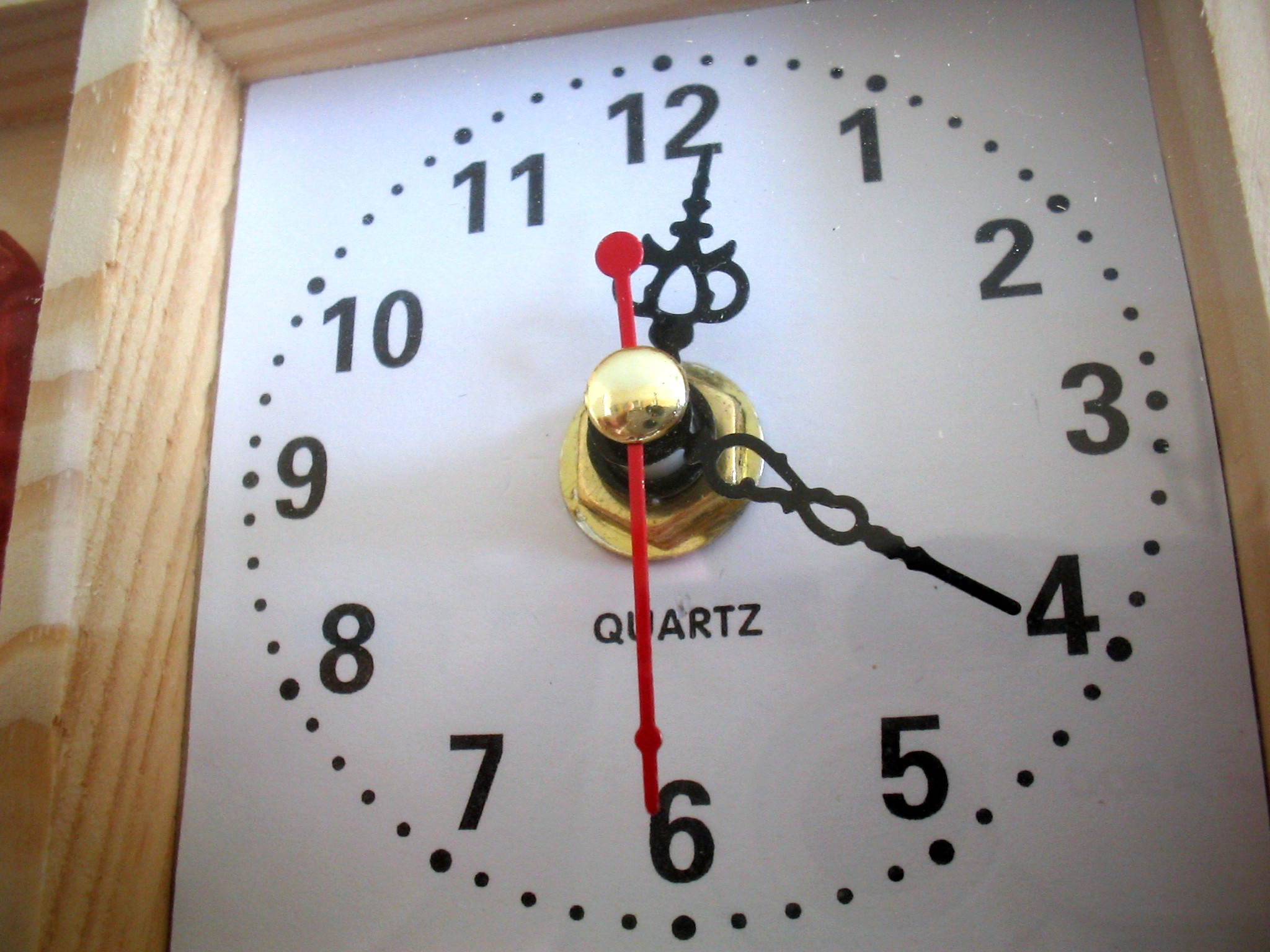
Настенные кварцевые часы

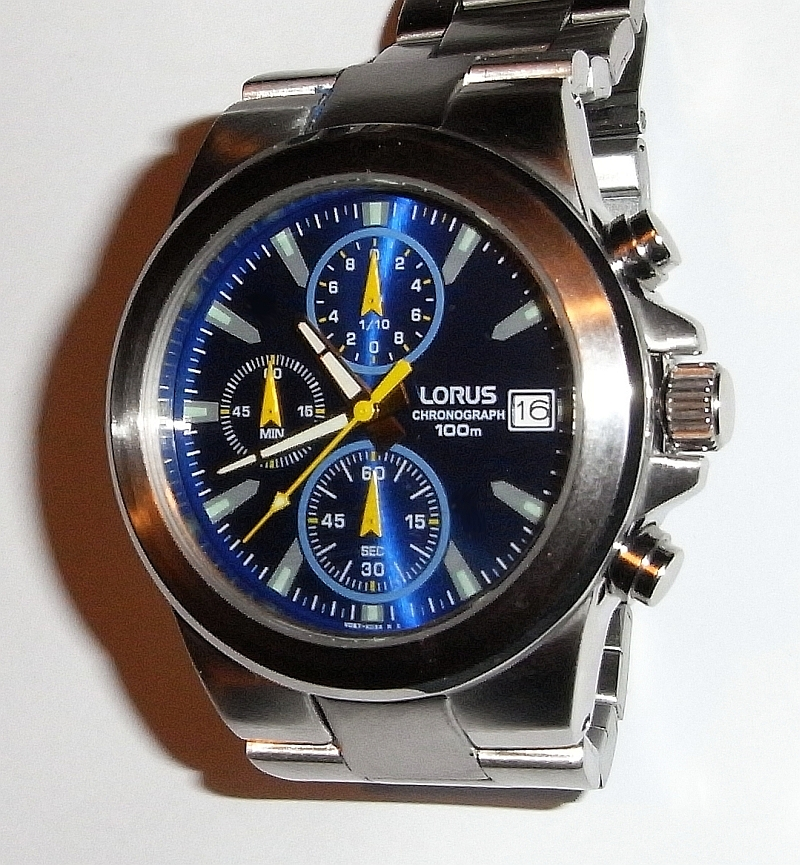
Наручные кварцевые часы

Ква́рцевые часы́ — часы, в которых в качестве колебательной системы применяется кристалл кварца. Хотя электронные часы также являются кварцевыми, выражение «кварцевые часы» обычно применяется только к электромеханическим часам (электронным часам со стрелками).
Качественные бытовые кварцевые часы имеют точность ±15 секунд/месяц (в специально спроектированных особо точных хронометрах до 0,3 секунды/месяц). Таким образом, выставлять их надо дважды в год. Однако кристалл кварца подвержен старению, и со временем часы начинают, как правило, спешить.

## История
В 1969 году на рынке Японии компанией «Seiko» были представлены первые в мире кварцевые часы в современном понимании данного термина — это была модель «Astron». В 1978 году американская компания «Хьюлетт Паккард» впервые выпустила кварцевые часы с микрокалькулятором. На нём можно было совершать математические операции с шестизначными числами. Его клавиши нажимали шариковой ручкой. Размер этих часов составлял несколько квадратных сантиметров. В период между 1970 и 1990 годами в Швейцарии произошёл «кварцевый кризис» — доля швейцарских часов, проданных на мировом рынке, упала с 50 % до 15 %. Причиной кризиса послужила привязанность швейцарских часовых производителей к старым традициям производства механических часов. Только через двадцать лет, благодаря объединённым усилиям нескольких ведущих фирм швейцарской часовой индустрии, Швейцарии удалось вернуть себе лидирующие позиции на мировом рынке.

## Принцип работы

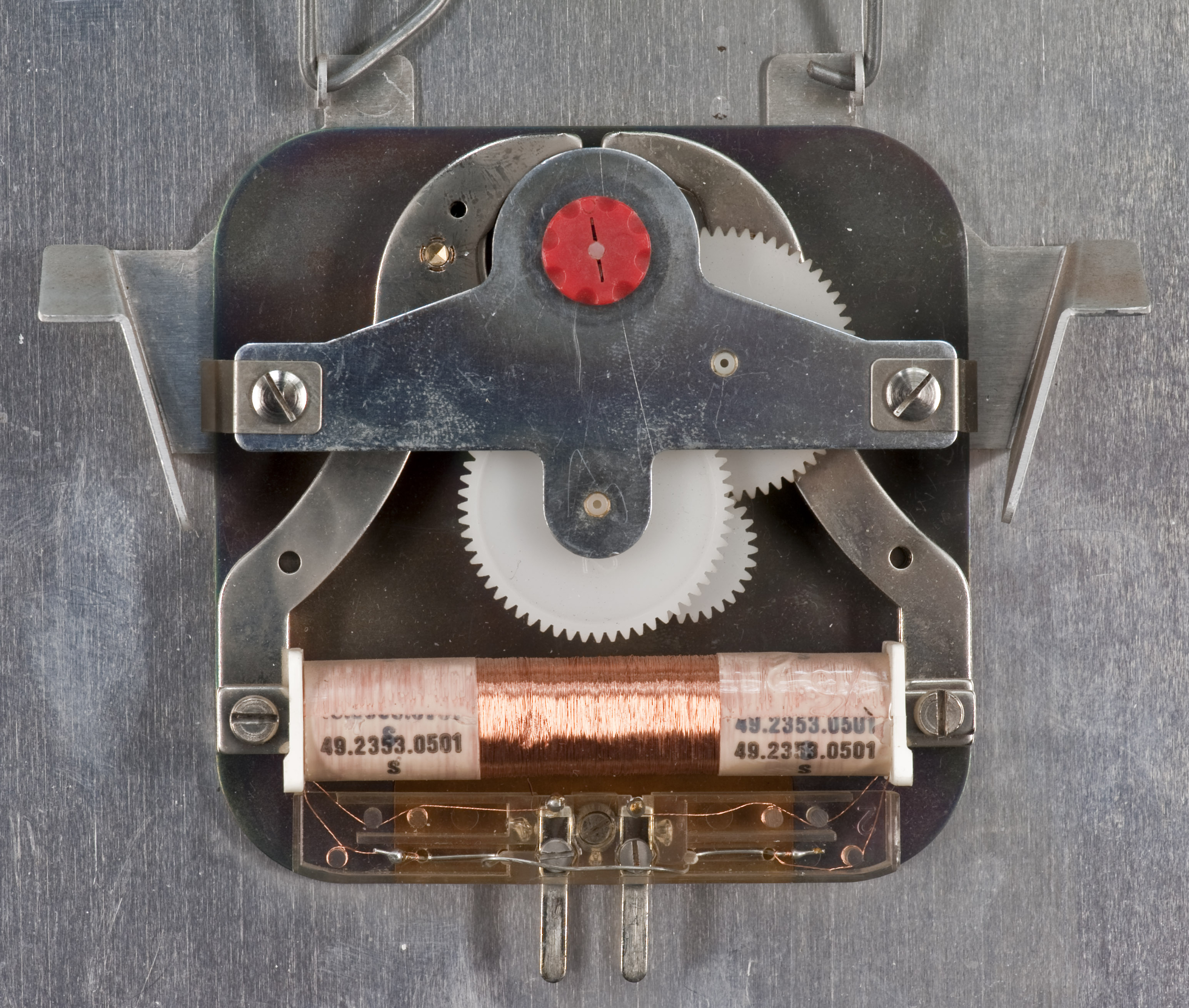
Двигатель Лаве в кварцевых часах

Электронная часть часов состоит из генератора колебаний, стабилизированных кварцевым резонатором, и делителя частоты. Частота колебаний генератора, как правило, равна 32 768 Гц.
 Выбор именно этой частоты обусловлен тем, что для получения секундного такта, используемого для работы механической части часов, частоту кварцевого генератора требуется разделить на 215. Это делается простейшим двоичным счётчиком, что упрощает электронную часть. Это было особенно важно до начала производства специализированных часовых микросхем.
Импульсы с периодом 1 с (в некоторых случаях частота выше, например в бесшумных кварцевых часах с плавным движением стрелки) подаются на шаговый электродвигатель (как правило, это двигатель Лаве), вал которого через цилиндрический зубчатый редуктор приводит в движение стрелки. Также существуют часы (как правило, настенные с относительно большим циферблатом), у которых частота импульсов на шаговом двигателе выше (около 5 Гц), соответственно у них другое передаточное отношение редуктора, что обеспечивает более плавный ход секундной стрелки и значительно более низкий уровень шума (отсутствие звука тиканья) при работе.

## Устройство электромеханических часов

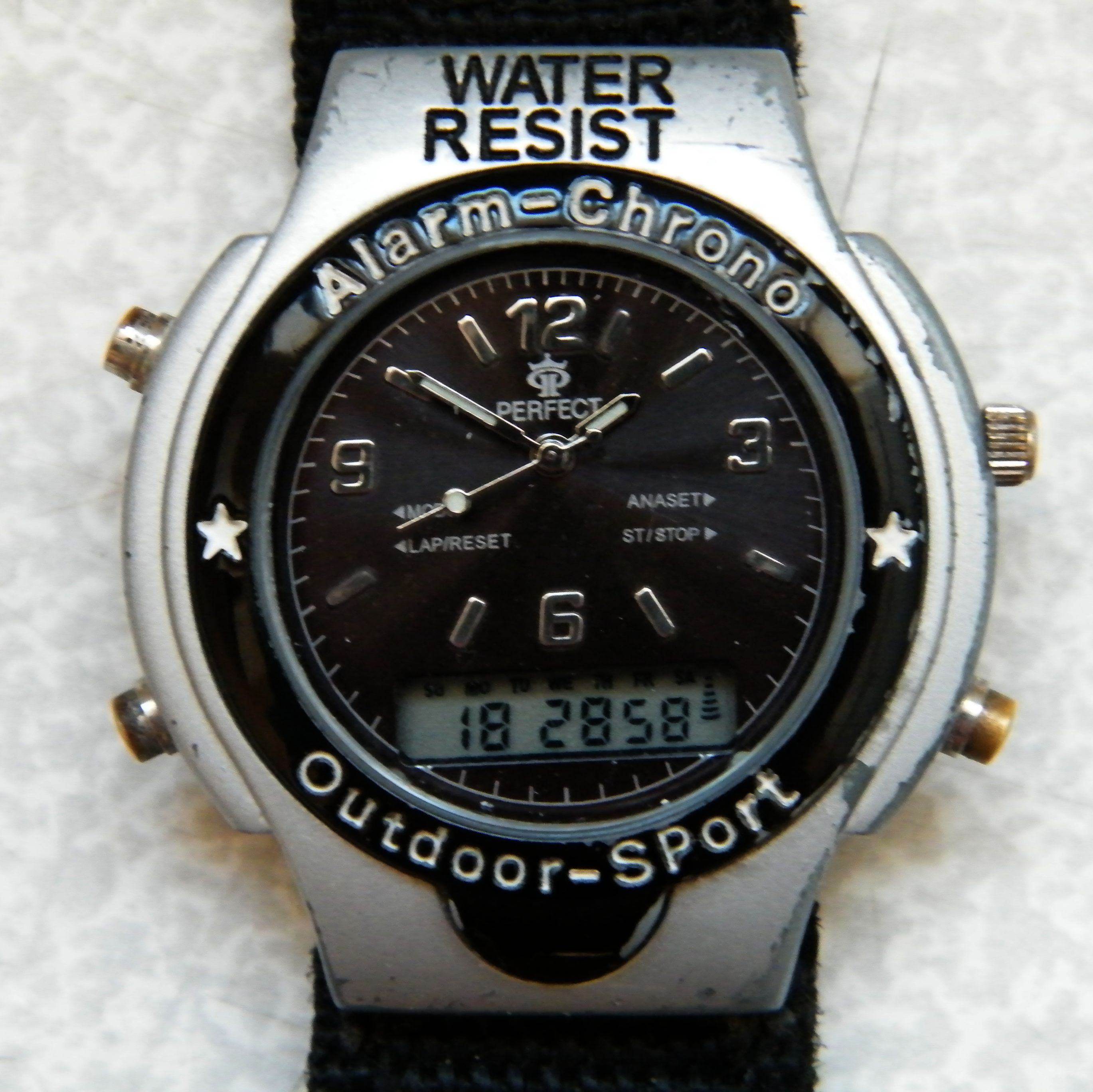
Гибридные часы — циферблат со стрелками + цифровой дисплей

Электромеханические часы состоят из таких узлов:
- источник питания - как правило гальванический элемент;
- генератор с кварцевым резонатором;
- счётчик-делитель частоты;
- шаговый электродвигатель (чаще используется шаговый электродвигатель Лаве);
- многоступенчатый механический редуктор, передающий вращение ротора электродвигателя на стрелки;
- фрикцион перевода стрелок;
- колесо и стрелка будильника (если таковая функция есть).

Некоторые модели наручных кварцевых часов имеют цифровой дисплей электронных часов (так называемые гибридные часы) и механический генератор хода ("Полёт").